# Onthophagus nebulosus
Onthophagus nebulosus é uma espécie de inseto do género Onthophagus, família Scarabaeidae, ordem Coleoptera.

## História
Foi descrita cientificamente por Reiche em 1864.